# ماركوس فالنر
ماركوس فالنر (بالألمانية: Markus Wallner)‏ هو سياسي نمساوي، ولد في 20 يوليو 1967 في النمسا. حزبياً، نشط في حزب الشعب النمساوي (1994 – ) وVorarlberger Volkspartei ‏. وقد انتخب عضو برلمان الولاية ‏ فورارلبرغ عن دائرة Electoral district Bludenz ‏ ( – 13 ديسمبر 2006) وانتخب Vice-governor of Vorarlberg ‏ فورارلبرغ (13 ديسمبر 2006 – 7 ديسمبر 2011) وانتخب لاندسهاوبتمان فورارلبرغ (7 ديسمبر 2011 – ).